# Via Mala (roman)
Via Mala este un roman scris de John Knittel, publicat în anul 1934.

## Rezumat
Acțiunea romanului se petrece în regiunea cheilor Via Mala, situate în cantonul Graubünden, Elveția, în apropierea orașului fictiv Andruss. Pe cursul Rinului inferior, pe drumul rău (Via Mala), Jonas Lauretz are un gater. Iernile lungi, lipsite de activitate, au făcut din Jonas un om brutal și bețiv. El tiranizează familia, ajungând chiar să omoare sau să-i schilodească pe unii dintre copiii săi. Tratează membrii familiei în mod umilitor, ca pe niște sclavi, fură banii copiilor, pe când el are o iubită, pe care a adus-o în casă. Nu-l schimbă nici cele 4 luni, petrecute în închisoare. Frustrați, umiliți și maltratați, membrii familei, compusă din Niklaus, Hanna, soția lui, și zilierul Jöry Wagner îl omoară în cele din urmă pe tiran. Ani de-a rândul, în rândul lor va domni teama de a fi descoperiți. Fiica mai tânără, Silvelia (rol jucat în film de Maruschka Detmers), care nu a fost implicată în crimă, dar care este solidară cu familia, se căsătorește cu Dr.Andreas von Richenau, Judecătorul de Instructie , care începe să ancheteze cauza dispariției tatălui ei. În timpul anchetei, familia mortului dă declarații contradictorii, care duce la suspectarea lor. Aflând adevărul, și ce a suferit familia din cauza decedatului, judecătorul îl declară pe Jonas Lauretz „dispărut”.